# Museum A Schiewesch
Das Museum A Schiewesch in Binsfeld (Luxemburg) ist auf die Dorfkultur nach 1725 ausgerichtet und stellt die Arbeits- und Lebensgewohnheiten seiner Bewohner aus drei Jahrhunderten dar.

## Geschichte

### Um 1600
Die Scheune mit untergebautem Schafstall entstand im 15. Jahrhundert. Das Gebäude diente nur als Schäferei (im lokalen Luxemburger Platt als "Schiefricht"). Da diese Schäferei etwas in einen Hügel hinein gebaut war, konnte die überlagerte Scheunentenne leicht über diesen Hügel mit Erntegütern gefüllt werden.
Der kleine Ortsteil hieß "Op dër Schiefricht", was auch eine Lokalisierung ermöglichte, da zu dieser Zeit mehrere Schäfereien im Ort vorhanden waren.
"Op dër Schiefricht" war um 1600 im Besitz eines Clees, der aus dem "Hause Schul" aus Hüpperdingen stammte und im gegenüberliegenden Hause wohnte.

### 1725
Um 1725 ging die "Schiefricht" infolge brüderlicher Erbteilung an Jean Toussaint über, der ein Giebelhaus an die "Schiefricht" anbaute. Er übernahm das Amt des Dorfschäfers, der als Entlohnung seine eigene Herde kostenlos über die Flur mitnehmen durfte. Sein Amt gab auch seinem Wohnhaus den Namen: "A Schiewesch", bei Schäfers. Dieser Name ist bis heute erhalten geblieben, zusammen mit der wertvollen, sehr eigenwilligen und einfachen Bausubstanz.

### 1910
1910 wurden an der Giebelfront zwei Zimmer angebaut und mit der Verlegung der Haustür eine neue Straßenfront geschaffen. Kleinere Wirtschaftsgebäude an der Rückseite des Vorplatzes sind nach der Ardennenoffensive im Jahr 1950 in der jetzigen Form vergrößert worden.

### 2015
Im Jahr 2015 wurde das Museum in neuem Gewand eröffnet. Der Eingangsbereich ist zu einer „Strasse der Region“ geworden, in dem der Besucher nach dem Empfang in die Region eingeführt wird, um anschließend in den anderen 20 Räumen die einzelnen Themenfelder zu erleben. Über 50 verschiedene Bereiche werden anhand von Exponaten und farblich schön gestalteten Tafeln erklärt.

## Ausstellungsflächen
Im Museum befinden sich u. a. eine Ausstellung über 300 Jahre Kultur, Leben und Arbeiten im ländlichen Raum sowie originale Räume von Schlafgemächern, Küche, Hirtenküche, Stube, Kinderzimmer, Webkammer und einer Schmiede. Des Weiteren befindet sich eine Ausstellung über Trachten und Herren- und Damenbekleidung im Museum.

## Organisation
Das Museum wird vom örtlichen Tourismusverein geleitet.